# Ухтинка
Ухтинка — село в Бессоновском районе Пензенской области России. Входит в состав Бессоновского сельсовета.

## География
Село находится в центральной части Пензенской области, в пределах Сурско-Мокшанской возвышенности, в лесостепной зоне, преимущественно на левом берегу реки Пензятки, на расстоянии примерно 1 километра к югу от села Бессоновки, административного центра района. Абсолютная высота — 141 метр над уровнем моря.
Климат
Климат характеризуется как умеренно континентальный. Средняя температура воздуха самого холодного месяца (января) составляет −12 °C; самого тёплого месяца (июля) — 20 °C. Годовое количество атмосферных осадков составляет около 500 мм. Снежный покров держится в среднем в течение 148 дней в году.

## История
Основано в конце XVII — начале XVIII вв. на территории Шукшинского стана Пензенского уезда дворянином Петром Степановичем Ухтомским. В 1747 году числилось за майором Ильей Ивановичем Агаревым (41 ревизская душа).
1 августа 1774 года село было занято отрядами Емельяна Пугачева, стоявшими здесь лагерем. В 1785 году населённый пункт находился в собственности у трёх помещиков: Василия Ивановича Беликова (34 ревизских души), Дмитрия Васильевича (22 ревизские души) и Натальи Семеновны (4 ревизские души) Ферлюдиных. По состоянию на 1790 год в деревне Пензятка, Заозерье тож, числившейся за помещиком Андрианом Пантелеевичем Аврамовым, имелся 21 двор.
В 1864 году в деревне действовали винокуренный завод и две мельницы. Согласно данным 1896 года в деревне Ухтинка (Озерье, Огаревка) Бессоновской волости Пензенского уезда имелось 15 дворов. Основным занятием населения того периода было сельское хозяйство, главным образом животноводство.
В 30-е годы XX века была образован совхоз для снабжения Пензы молоком и овощами.

## Население
| 1747 | 1782 | 1864 | 1877 | 1896 | 1910  | 1926  |
| ---- | ---- | ---- | ---- | ---- | ----- | ----- |
| 82   | ↗138 | ↗139 | ↘82  | ↘76  | ↗87   | ↗98   |
| 1930 | 1959 | 1979 | 1989 | 1998 | 2002  | 2010  |
| ↗111 | ↗163 | ↗640 | ↗746 | ↗957 | ↗1007 | ↗1087 |

Половой состав
По данным Всероссийской переписи населения 2010 года в гендерной структуре населения мужчины составляли 46,9 %, женщины — соответственно 53,1 %.
Национальный состав
Согласно результатам переписи 2002 года, в национальной структуре населения русские составляли 91 % из 1007 чел.

## Инфраструктура
Действует основная общеобразовательная школа.

## Улицы
Уличная сеть села состоит из двенадцати улиц.